# Polygonia c-album
Pour les articles homonymes, voir Robert le Diable (homonymie).
Robert-le-Diable
Espèce
Statut de conservation UICN

 LC : Préoccupation mineure
Le Robert-le-Diable (Polygonia c-album) est une espèce paléarctique de lépidoptères de la famille des Nymphalidae. Commun en Europe, ce papillon est connu pour sa silhouette particulière, avec ses ailes très découpées.

## Description

### Papillon
L'imago du Robert-le-diable est un papillon de taille moyenne, principalement reconnaissable à ses ailes très découpées.
Le dessus des ailes présente un fond orange vif, orné des marques brunes et des taches claires en bordure.
Le revers est marbré de brun. Replié, le papillon ressemble à une feuille morte. Les ailes postérieures présentent au revers une tache blanche en forme de C.
Le dimorphisme sexuel est léger et concerne l'intensité de la coloration, la silhouette et la taille, le mâle ayant une envergure de 22 à 24 mm et la femelle de 25 à 26 mm[réf. souhaitée].
Ils ont 6 pattes. 
Le dimorphisme saisonnier est plus marqué : la première génération (forme hutchinsoni, visible en mai-juin) a le dessus fauve orangé et le dessous brun-doré, tandis que la seconde génération (forme c-album, visible à partir de juillet, en automne et au printemps après hivernation) a le dessus plus rougeâtre et le dessous brun sombre.

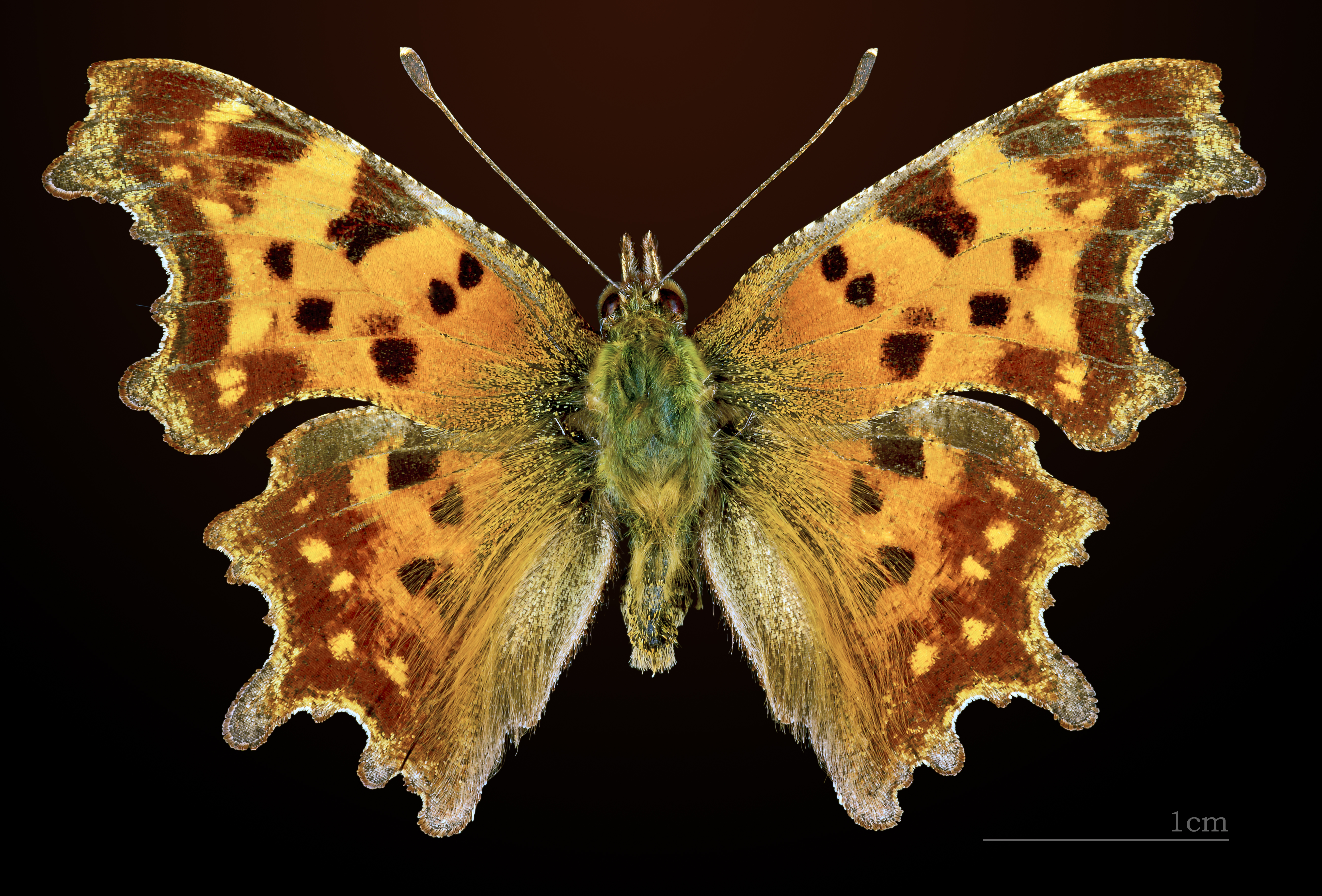
♂ f. c-album, face dorsale – coll. MHNT.
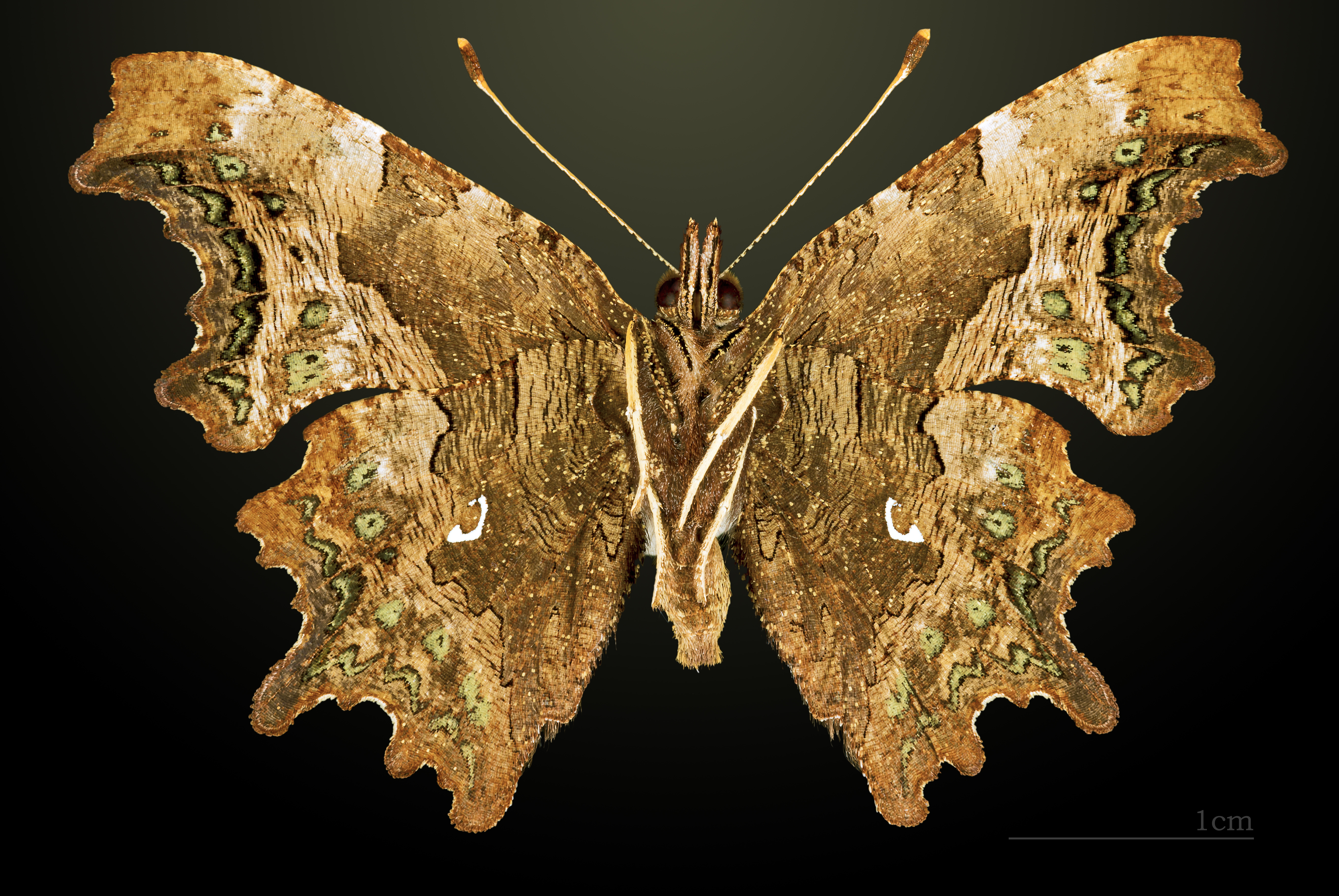
♂ f. c-album, face ventrale – coll. MHNT.
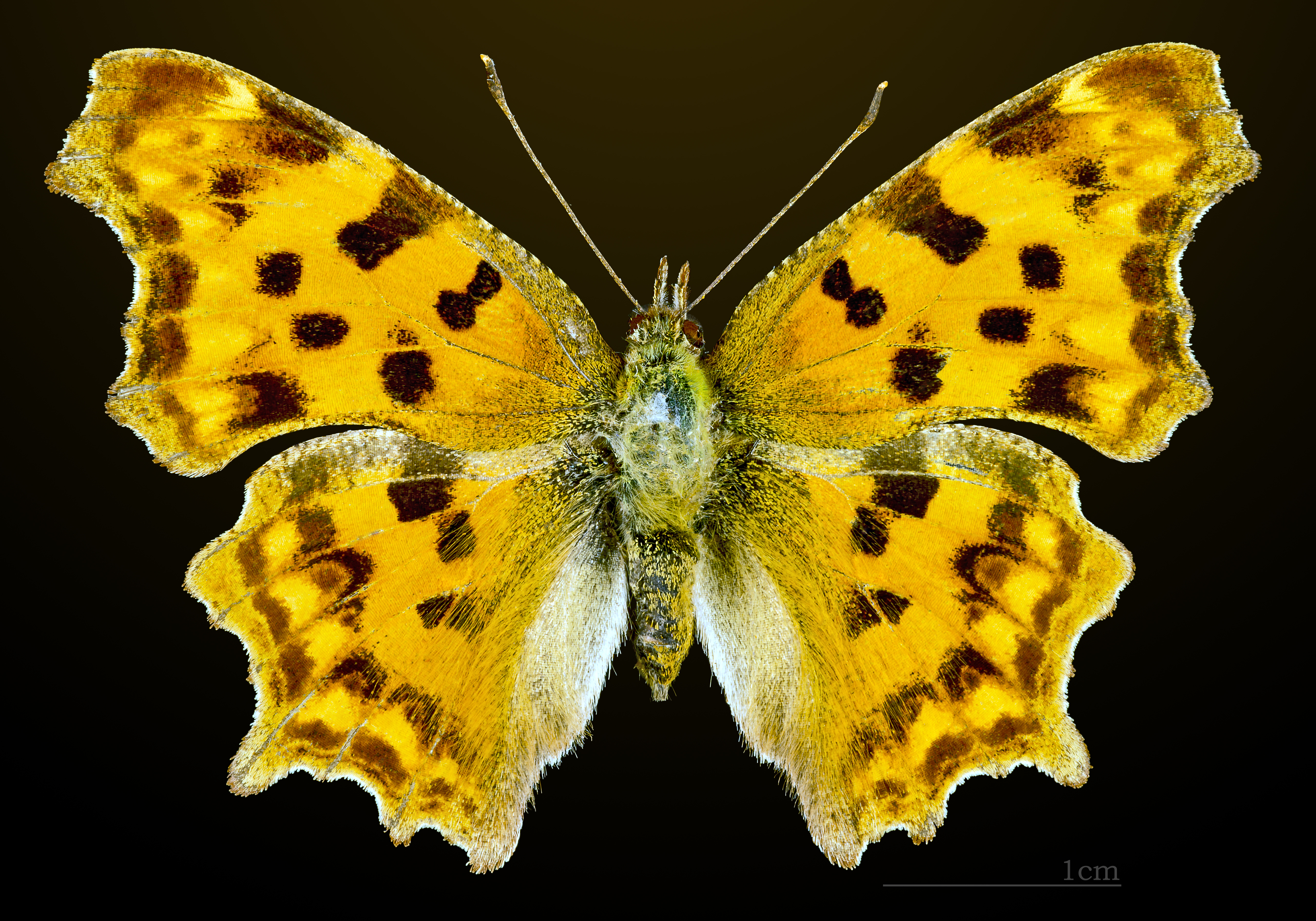
♀ f. hutchinsoni, face dorsale – coll. MHNT.
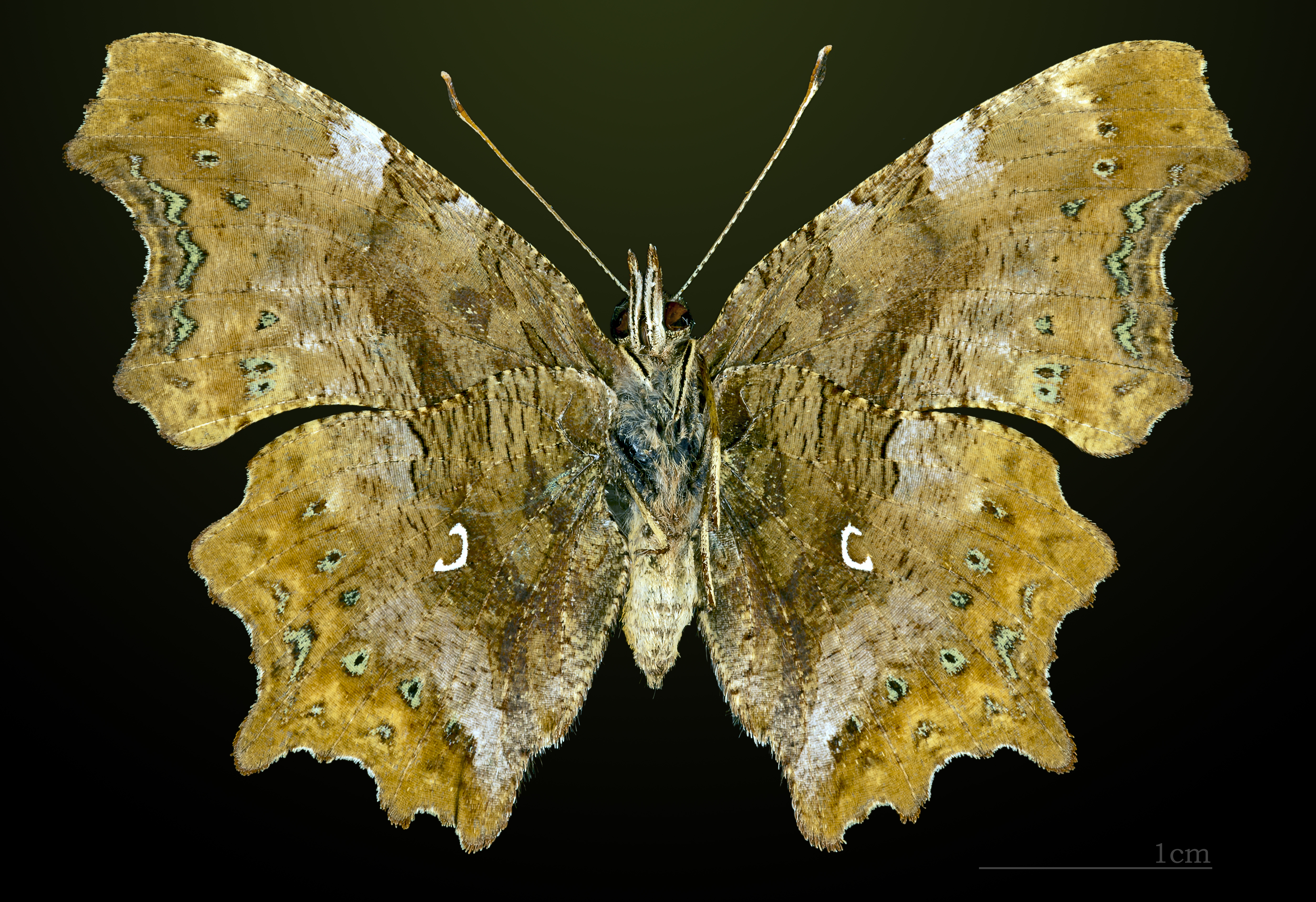
♀ f. hutchinsoni, face ventrale – coll. MHNT.

#### Espèce ressemblante
Dans le Sud de l'Europe, le Robert-le-diable peut être confondu avec la Vanesse des pariétaires.

### Chenille
La chenille est tricolore : noir, fauve et blanc.

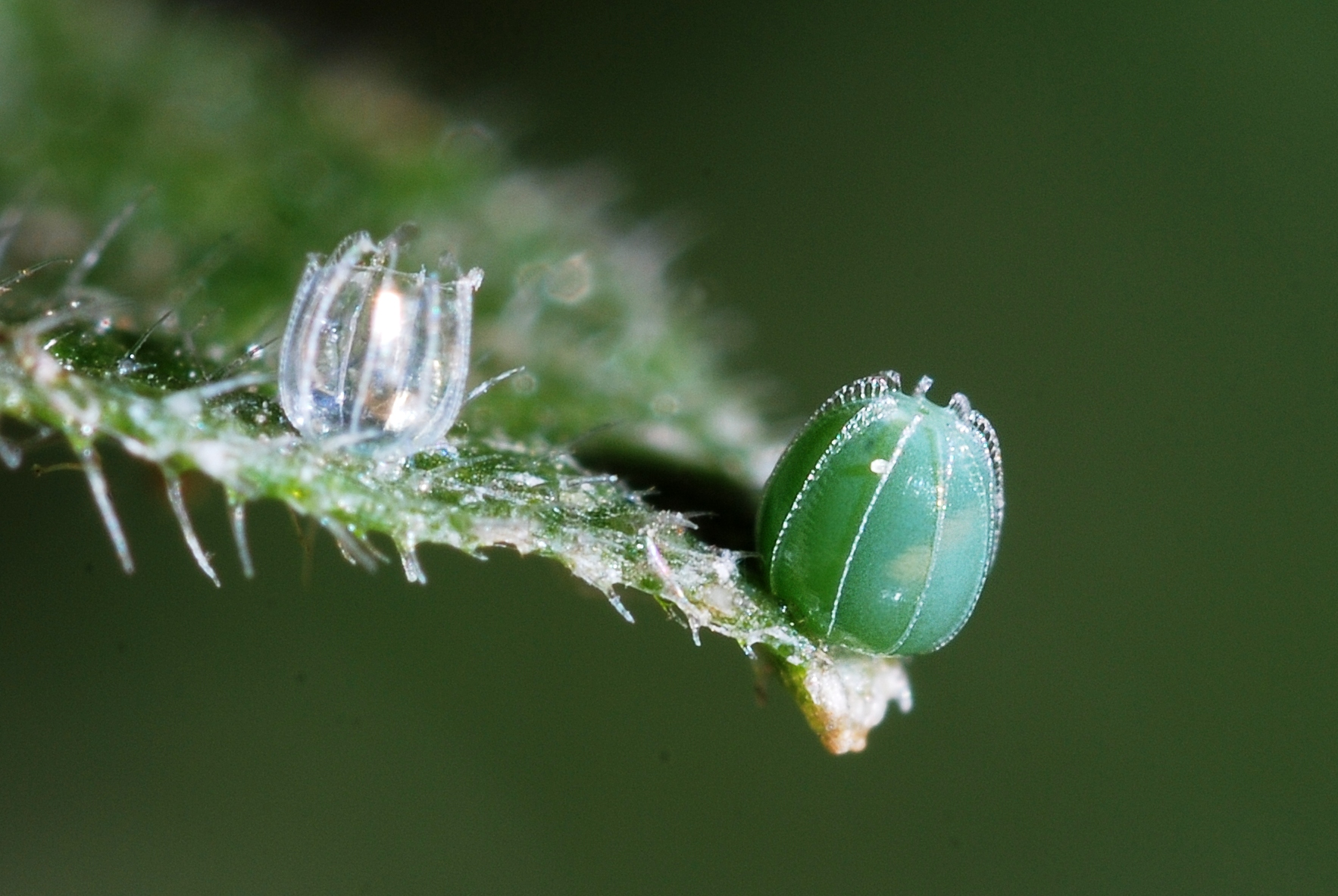
Œuf.
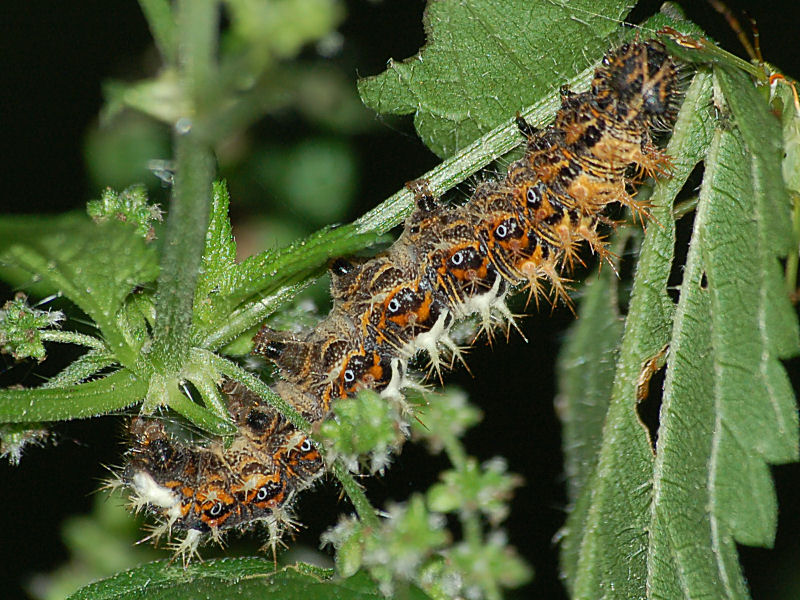
Chenille.
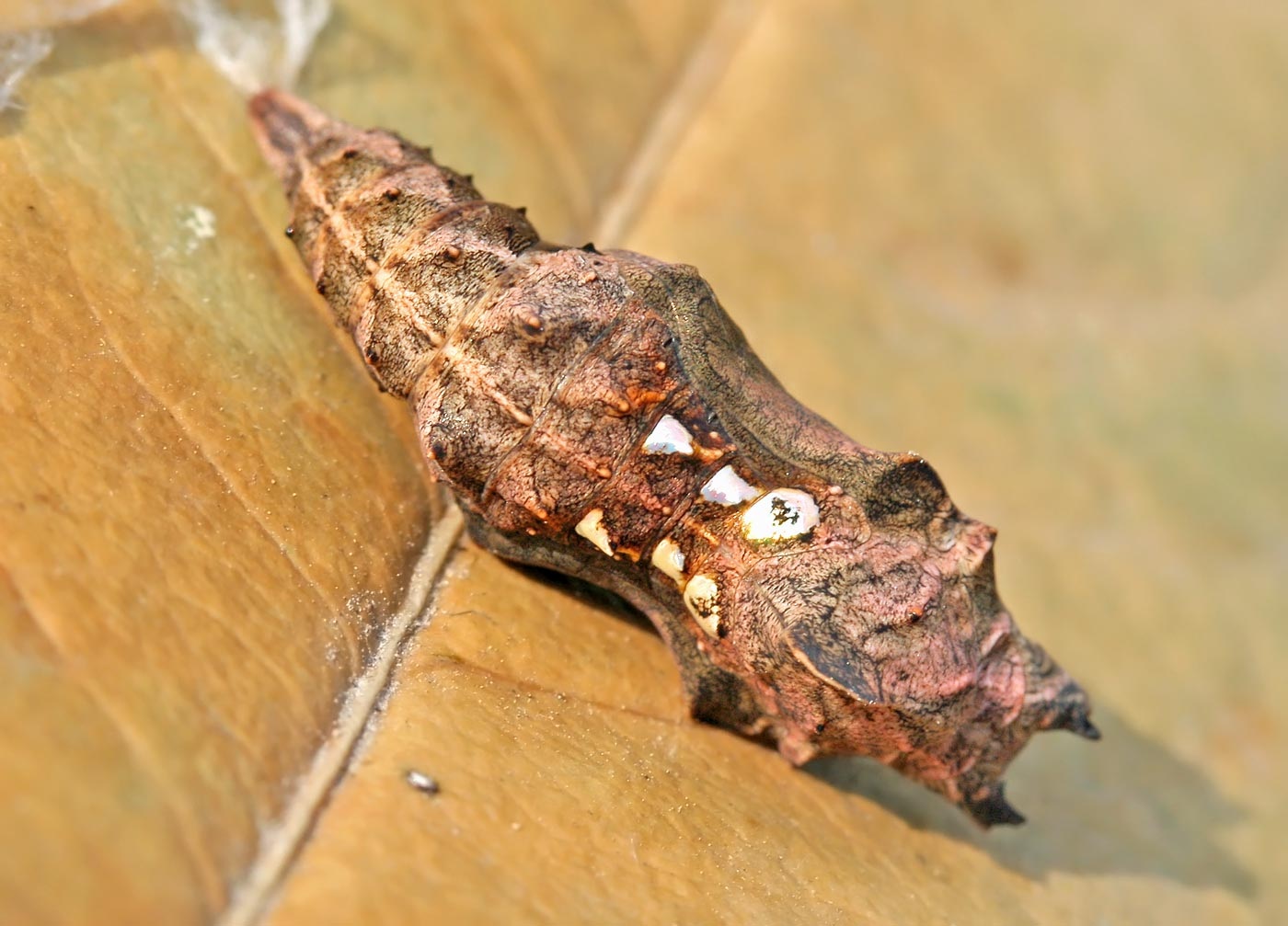
Chrysalide.
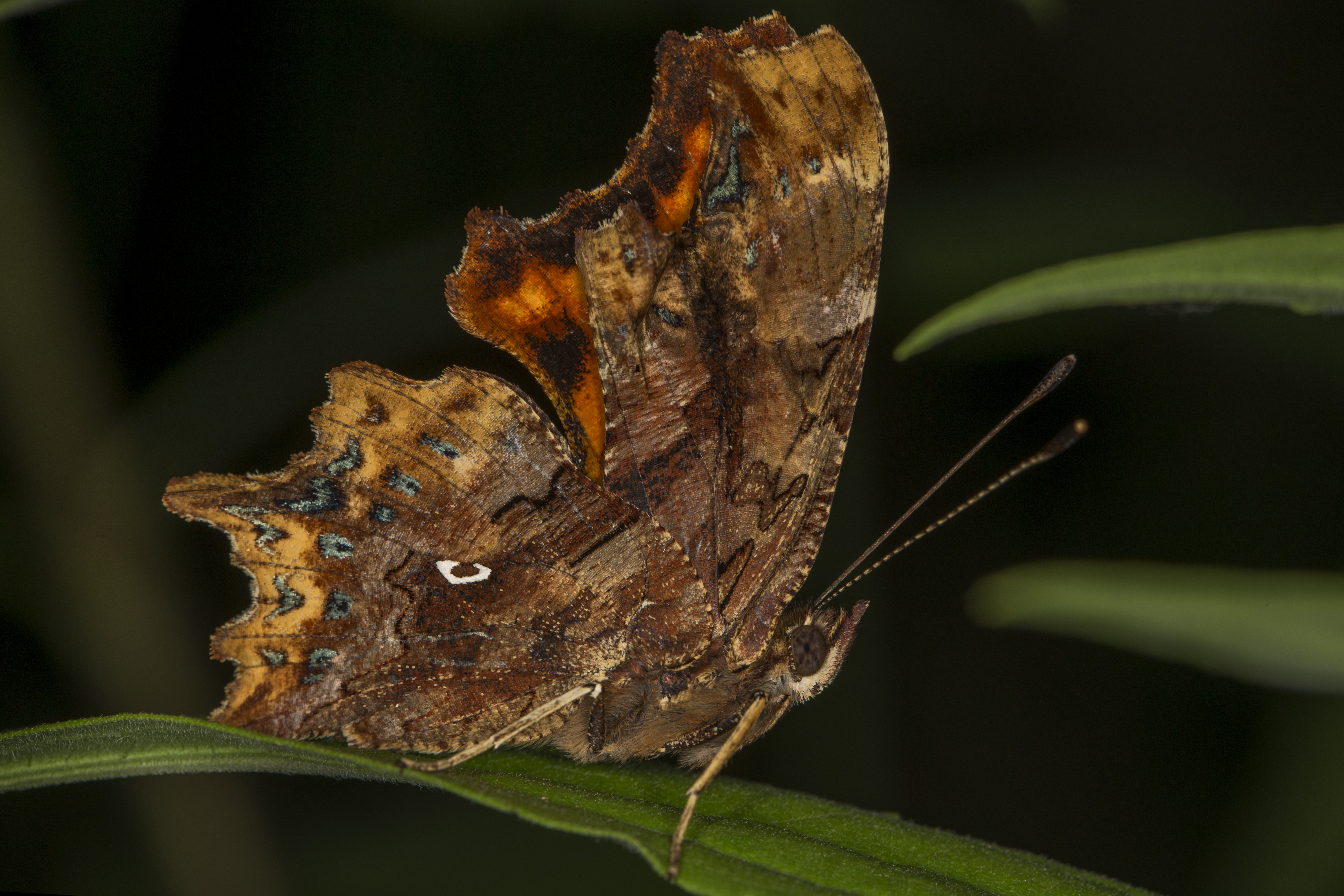
Papillon, revers de la f. c-album.

## Biologie

### Phénologie
Cette espèce est bivoltine. Les imagos de première génération apparaissent de fin mai à juin, tandis que la seconde génération émerge de juillet à août, puis hiverne au stade d'imago dans la végétation, avant de réapparaître de fin février à avril.
Le Robert-le-diable vole dès les premiers jours ensoleillés, de février à fin novembre.

### Plantes hôtes
Les plantes hôtes sont nombreuses : ortie dioïque (Urtica dioica), houblon (Humulus lupulus), orme champêtre (Ulmus minor), noisetier (Corylus avellana), saules (Salix), framboisier (Rubus idaeus), groseilliers (Ribes uva-crispa et Ribes alpinum) ; au Maroc, des Saxifragaceae.

## Distribution et biotopes

### Aire de répartition
Le Robert-le-diable est répandu dans l'écozone paléarctique : on le trouve notamment en Europe occidentale, en Afrique du Nord, et à travers l'Asie tempérée jusqu'en Chine et au Japon.
Il est assez commun  et présent dans tous les départements de France métropolitaine.
Il a une tendance dispersive et s'établit à la limite de son domaine, ce qui lui a permis de reprendre des territoires précédemment perdus, en particulier au Royaume-Uni.

### Biotope
Le Robert-le-diable affectionne les haies, les clairières et les lisières. Comme la plupart des espèces hivernantes, il apprécie en automne les fruits tombés au sol dans les vergers.

## Systématique
L'espèce Polygonia c-album a été décrite par le naturaliste suédois Carl von Linné en 1758 sous le nom initial de Papilio c-album. Son épithète spécifique fait allusion à la marque blanche en forme de « C » au revers des ailes postérieures.
L'espèce est aujourd'hui classée dans la famille des Nymphalidae, la sous-famille des Nymphalinae, la tribu des Nymphalini et le genre Polygonia. 

### Synonymie
Selon Funet :
- Papilio c-album Linnaeus, 1758 — protonyme
- Papilio f-album Esper, 1783 [7]
- Polygonia marsyas Edwards, 1870[8]
- Nymphalis c-album (Linnaeus, 1758)

### Sous-espèces
Plusieurs sous-espèces ont été décrites :
- Polygonia c-album c-album
- Polygonia c-album agnicula (Moore, 1872); présent au Népal.
- Polygonia c-album asakurai (Nakahara, 1920); présent à Taïwan.
- Polygonia c-album extensa (Leech, [1892]); dans le centre et l'ouest de la Chine.
- Polygonia c-album hamigera (Butler, 1877)
- Polygonia c-album imperfecta (Blachier, 1908); à Tanger au Maroc[2].
- Polygonia c-album koreana (Bryk, 1946)
- Polygonia c-album kultukensis (Kleinschmidt, 1929)
- Polygonia c-album sachalinensis (Matsumura, 1915)

## Le Robert-le-diable et l'Homme

### Noms vernaculaires
- en français : le Robert-le-diable (parfois orthographié « Robert le diable »[9]), le Gamma, le C-blanc, la Dentelle, la Vanesse gamma, le Papillon-C, la Vanesse C-blanc[10],[11]
- en allemand : der C-Falter
- en anglais : the Comma
- en polonais : Rusałka ceik

### Protection
Aucun statut de protection spécifique.